# Liste der Monuments historiques in Saint-Étienne-de-Tinée
Die Liste der Monuments historiques in Saint-Étienne-de-Tinée führt die Monuments historiques in der französischen Gemeinde Saint-Étienne-de-Tinée auf.

## Liste der Immobilien
| Bezeichnung              | Beschreibung | Standort                             | Kennzeichnung | Schutzstatus   | Datum     | Bild           |
| ------------------------ | --- | ------------------------------------ | ------------- | -------------- | --------- | -------------- |
| Kirche St-Étienne        | Glockenturm von 1320, Kirche von 1764                                                                            | Aveue du Général-de-Gaulle (Lage)    | PA00080838    | Classé Inscrit | 1908 1935 | weitere Bilder |
| Kapelle St-Érige         | im 13. oder 14. Jahrhundert erbaut; mit Ausmalung von 1451                                                       | Auron, Boulevard Saint-Érige (Lage)  | PA00080837    | Classé         | 2000      | weitere Bilder |
| Kapelle St-Maur          | aus der Mitte des 16. Jahrhunderts; mit bauzeitlicher Ausmalung von Andrea de Cella                              | Drogon, boulevard d’Auron (Lage)     | PA00080948    | Classé         | 2000      | weitere Bilder |
| Kapelle St-Sébastien     | zwischen 1485 und 1490 erbaut; mit bauzeitlicher Ausmalung Jean Calavesio und Jean Baleison                      | Rue droite (Lage)                    | PA00080949    | Classé         | 2000      | weitere Bilder |
| Collège Jean Franco      | zuvor Trinitarierkloster Saint-Salaire; Klosterkirche zwischen 1674 und 1677 erbaut, mit bauzeitlicher Ausmalung | 3 rue des Anciens Combattants (Lage) | PA00080835    | Classé Inscrit | 2009 1948 | weitere Bilder |
| Haus von Sébastien Fabri | bemalte fassade, gewölbtes Erdgeschoss und Treppenhaus                                                           | 20 rue du Portalet (Lage)            | PA00135613    | Inscrit        | 1995      | weitere Bilder |
| Pilon d’Auron            | Wegekapelle | Auron, voie du Berger (Lage)         | PA00080836    | Inscrit        | 1928      | weitere Bilder |

## Liste der Objekte
Zum Verständnis siehe: Kirchenausstattung
- Monuments historiques (Objekte) in Saint-Étienne-de-Tinée in der Base Palissy des französischen Kulturministeriums (französisch)